# كارل خواكيم فريدريش
كارل خواكيم فريدريش (بالألمانية: Carl Joachim Friedrich )‏ (و. 1901 – 1984 م) هو عالم سياسة، وأستاذ جامعي من ألمانيا، والولايات المتحدة، ولد في لايبزيغ، كان عضوًا في الأكاديمية الأمريكية للفنون والعلوم، توفي في ليكسينغتون، عن عمر يناهز 83 عاماً.

## مناصب
تولى منصب رئيس مجلس الإدارة، American Political Science Association ‏ (1962–1963).

## التعليم
تعلم في جامعة هايدلبرغ (حتى 1925).

## جوائز
حصل على جوائز منها:
- زمالة غوغنهايم
- نيشان صليب قائد فرسان من رتبة استحقاق جمهورية ألمانيا الاتحادية.

## روابط خارجية
- كارل خواكيم فريدريش على موقع الموسوعة البريطانية (الإنجليزية)